# ギル・クッピーニ
ギル・クッピーニ（Gil Cuppini、1924年6月6日 - 1996年6月16日）は、イタリアのジャズ・ドラマーおよびバンドリーダー。
クッピーニは第二次世界大戦の終わり頃にドラムを演奏し始め、1949年までにヘイジー・オスターヴァルトのバンドで演奏していた。彼は初開催となったパリ・ジャズ・フェアでアルマンド・トロヴァヨーリとゴルニ・クレイマーのサイドマンを務めた。1950年代のほとんどをヌンツィオ・ロトンドと共演したほか、ジャンニ・バッソやオスカー・ヴァルダンブリーニと6人編成のアンサンブルを組んだ。1958年にアメリカとベルギーを訪問し、後者ではテディ・ウィルソンやアーヴェル・ショウと共演した。
1960年代半ばに自身のコンサート・ジャズ・バンドを率いてスカラ座で演奏し、1970年代にはジョー・ヴェヌーティ、ピアニストのフランコ・ダンドレア、ダブルベース奏者のジョルジオ・アッツォリーニと幅広く活動した。

## ディスコグラフィ

### リーダー・アルバム
- 『ギル・キュッピーニ・クインテット』 - Gil Cuppini Quintet (1960年、Hollywood)
- 『ホワッツ・ニュー2』 - What's New? Vol. 2 (1961年、Meazzi Edizioni)
- Sof 'Stroke (Live At The Universal Club) (1968年、Meazzi Edizioni Discografiche/ Hollywood) ※with ダスコ・ゴイコヴィッチ
- Joe Venuti Jazz Group/ Gil Cuppini Big Band (1972年、Jump) ※スプリット盤
- A New Day (1980年、Red)
- 『ア・ニュー・デイ』 - A New Day (1997年、Sound Hills) ※with ダスコ・ゴイコヴィッチ